# Bandera de Nova York
La bandera de la Ciutat de Nova York és rectangular, dividida en tres franges verticals de la mateixa grandària, de color blau (més proper al masteler), blanca la central i taronja la del batient.
Dintre de la franja blanca, en el centre de la bandera, apareix representat amb traços de color blau el segell de la ciutat. Els colors de la bandera són els mateixos que utilitzaven les Províncies Unides en la seva ensenya quan van fundar Nova Amsterdam. La versió actual de la bandera de la ciutat, creada el 1915, va ser aprovada el 30 de desembre de 1977, quan es va modificar l'any que figurava en el segell 1664 (data de la captura anglesa de Nova Amsterdam) per l'any de la seva fundació 1625. L'Estat de Nova York compta amb bandera i segell propis.

## Símbols
- Àguila marina de cap blanc: és l'animal simbòlic dels Estats Units d'Amèrica.
- Nadiu amerindi: foren els habitants originals de la zona.
- Mariner: simbolitza els colonitzadors de la zona.
- Castor: simbolitza la Companyia Holandesa de les Índies Occidentals, que fou la primera empresa establerta a Nova Amsterdam. També és l'animal simbòlic de l'estat de Nova York.
- Molí de vent: rememora el passat neerlandès de la ciutat i la seva potent indústria farinera.
- Barrils de farina: fou en el passat el principal motor industrial de la zona.
- 1625: any de fundació de Nova Amsterdam.